# Henry Boening
Henry Boening es un deportista brasileño que compitió en vela en la clase Star. Ganó una medalla de plata en el Campeonato Mundial de Star de 2019 y una medalla de plata en el Campeonato Europeo de Star de 2019.

## Palmarés internacional
| Campeonato Mundial | Campeonato Mundial      | Campeonato Mundial | Campeonato Mundial |
| Año                | Lugar                   | Medalla            | Clase              |
| ------------------ | ----------------------- | ------------------ | ------------------ |
| 2019               | Porto Cervo (Italia)    | Medalla de plata   | Star               |
| Campeonato Europeo |                         |                    |                    |
| Año                | Lugar                   | Medalla            | Clase              |
| 2019               | Riva del Garda (Italia) | Medalla de plata   | Star               |

1. ↑  En algunas ediciones del Campeonato Europeo se permitió la participación de regatistas de otros continentes.